# Аділ Нагієв
Аділ Акіф огли Нагієв (азерб. Adil Akif oğlu Nağıyev, нар. 11 вересня 1995, Баку, Азербайджан) — азербайджанський футболіст, захисник.

## Клубна кар'єра
Аділ Нагієв є уродженцем Баку. Професійну кар'єру у футболі Аділ починав у клубі АЗАЛ у 2013 році. Але в основі клуба Нагієв не провів жлдного матчу, а на початку 2015 року на правах оренди приєднався до столичного клубу «Зіря». Влітку того року по закінченню терміну оренди Нагієв підписав з клубом контракт на постіній основі.
У січні 2019 року футболіст перейшов до клубу «Сумгаїт». Де грав до кінця сезону. А влітку 2019 року перейшов до «Сабаїла».

## Збірна
З 2011 року Аділ Нагієв є гравцем юнацьких та молодіжної збірних Азербайджану.26 травня 2016 року у товариському матчі проти команди Андорри Нагієв дебютував у національній збірній Азербайджану.

## Досягнення
Азербайджан (U-23)
- Переможець Ісламських ігор солідарності: 2017